# آلبرو هورن
آلبرو هورن (به لاتین: Albrunhorn) یک کوه در سوئیس است که در کانتون وله واقع شده‌است. آلبرو هورن ۲٬۸۸۵ متر بالاتر از سطح دریا واقع شده‌است.